# 823
823(팔백이십삼)은 822보다 크고 824보다 작은 자연수다.

## 수학
- 143번째 소수(素數)다. 앞의 소수는 쌍둥이 소수인 821, 다음 소수는 827이다.

## 과학
- NGC 823(영어판): 화로자리 방향에 있는 렌즈형은하.

## 교통

### 항공
- 유나이티드 항공 823편 화재 사고(영어판) (1964년)

### 철도
- 수도권 전철 8호선 남한산성입구역의 역번호.

## 군사
- 823 해군 항공대(영어판): 과거 존재한 영국의 해군 항공대.

## 문화유산
- 대한민국의 보물 제823호: 안성 석남사 영산전

## 기타
- 날짜: 8월 23일
- 연도: 823년, 기원전 823년